# کهنه (اوز)
کهنه، روستایی از توابع بخش مرکزی شهرستان اوز در استان فارس ایران است. این روستا در ۱۶ کیلومتری اوز، مرکز شهرستان، قرار دارد.

## جمعیت
این روستا مرکز دهستان اوز است و براساس سرشماری مرکز آمار ایران در سال۱۳۹۵، جمعیت آن۲۱۱۹ نفر (۶۰۳ خانوار) بوده است.

## نام
واژه کهنه در زبان پهلوی به معنی قلعه (برج) می‌باشد. وجود دوبرج (یکه) و برج (دولو) واقع در بالای بافت قدیمی روستا روی کوه وجهت نگهبانی ازروستا ساخته شده است ودلیل نام‌گذاری به خاطروجود این دو برج می‌باشد.

## مردم
مردم روستای کهنه دارای دین اسلام و مذهب اهل سنت می‌باشند و به زبان اچمی سخن می‌گویند. در کهنه چندین طایفه وجود دارد و در کنار هم زندگی می‌کنند بزرگ‌ترین این طایفه (طایفه قائد) نام دارد.
گروهی از مردم کهنه مربوطی نام دارند. مهاجرت مربوطی‌ها به کهنه فعلی واطراف شهرستان بستک و مناطق فرامرزان بخصوص جناح و برخی کشورهای حاشیه خلیج فارس به دلیل ناامنی و قحطسالی در آن زمان بوده است. منطقه مربوط از مناطق زراعی و کشاورزی اهالی کهنه اوز است که اکثریت باغ‌های آن خرماست.

### پیشه
بیشتر درآمد مردم ازرفتن وکارکردن درکشورهای حاشیه خلیج فارس تأمین می‌شود ازجمله کشورهای امارات، عراق، کویت، قطروعمان ازدیگرکارهایی که مردم انجام می‌دهند کشاورزی (کاشت جو، گندم، ذرت وصیفی جات)، دامداری ونخل‌های خرمایی که دارند (درمیدان تره باراوزومیوه فروشی‌های این شهرخرما کهنه حرف اول را می‌زند). ازدیگرمشاغل شیره پزی‌هایی است که درروستا وجود دارد با آمدن فصل پاییزاین کار شروع می‌شود دو شیره پزی درروستا وجود دارد (رضایی، رحیمی) سفارش ازروستاهای اطراف و حتی اوزهم وجود دارد.

## آثارتاریخی و جاذبه‌های طبیعی
ازآثارهای تاریخی وجاذبه‌های طبیعی می‌توان به موارد زیر اشاره کرد:
1. کاروانسرا مربوط (مربط): قدمت آن به زمان مظفرالدین شاه برمیگردد معمارآن حاج محمدهادی کرامتی ومصالح به کاررفته در آن سنگ، ساروج وگچ می‌باشد.
2. مسجد شیخ ابی اسحاق
3. حمام قدیمی
4. مسجد جامع قدیم
5. سد مربوط (مربط)
6. امام زاده شاه قطب الدین (مربط)
7. دو برج قدیمی یکه و دولو

## خدمات و تأسیسات

### آب‌رسانی
پروژه آب رسانی ازمنطقه برکه گلشا در مربوط (مربط)، لوله‌کشی آب مصرفی روستا ازمنطقه برکه گلشا به سمت منبع آب روستا در۱۹ بهمن ماه ۱۳۹۴ توسط دکتر جعفرپور نماینده مردم شهرستان‌های لار، خنج و گراش افتتاح شد. آب آشامیدنی روستا نیزازطریق آب انبارهای روستا تأمین می‌شود.
آب‌های مورد استفاده درزمین‌های کشاورزی به وسیله چاه‌های آبی تأمین می‌شود که دراین زمین‌ها حفرشده است، موقعیت اکثراین زمین‌ها درمربوط (مربط) ومنطقه ای به نام پهروز (پهراز) دراطراف روستا واقع شده است.

### برق
برق این روستا متصل به شبکه سراسری می‌باشد و خدمات آن توسط اداره برق اوزارائه می‌گردد.

### مخابرات
این روستا دارای مرکزمخابرات می‌باشد و خدمات تلفن همراه در مورد خط ایرانسل وهمراه اول ارائه می‌شود و امکان دسترسی به دیگرسرویس‌ها ازجمله رایتل وجود ندارد.

### خانه بهداشت
توسط خیرسیدعبدالله هاشمی گلاری در سال ۱۳۶۶ تأسیس شد. شامل خانه بهداشت با کلیه تجهیزات، مطب پزشک، فعالیت‌های مامایی، اتاق تزریقات وپانسمان، داروخانه وغیره…
علاوه بر پزشک، بهورز، ماما ومنشی نیزدارد که ازنیروهای بومی روستا می‌باشد.

### پست بانک
در روستا پست بانک وجود دارد که خدمات مربوط به برق و آب و… را انجام می‌دهند.

### اینترنت
درحال حاضردونوع اینترنت در روستا وجود دارد که در واقع اینگونه است:
1. شرکت رایان‌نت‌گراش (وایرلس)
2. ADCL شرکت اینترنت لارستان

## مساجد

### مساجد بافت قدیم
مسجد جامع قدیم: درضلع شمالی بافت قدیمی روستا، قدمت آن به زمان قاجاریه برمیگردد مصالح به کاررفته درساخت آن ازسنگ، خشت، گچ استفاده شده است. مساحت این مسجد ۹۰۰ مترمربع می‌باشد. معمارآن حاج محمد هادی کرامتی ازاهالی اوزمعماری برگرفته ازمعماری خاص جنوب فارس و در ۱۸شهریور۱۳۸۷ ثبت آثارملی شده است. شامل قسمت‌های مختلفی ازجمله صحن مسجد_شبستان_محوطه مسجد_حوض جهت مخزن آب_غسلخانه_حمام_وضوخانه_انبار_چاه آب جهت تأمین آب و…
مسجد شیخ ابی اسحاق: قدیمی‌ترین وکهن‌ترین مسجد روستا که قدمت آن به ۷۰۰سال پیش برمیگردد ازمصالح به کاررفته در آن خشت، سنگ وساروج می‌باشد. آرامگاه شیخ ابی اسحاق درضلع جنوبی مسجد (روبه کوه) می‌باشد. این مسجد به گونه ای مورد احترام وتوجه مردم کهنه بوده است که در زمان خشکسالی برای طلب باران در آن مردم جمع می‌شده‌اند وآش مخصوصی به نام آش شیخ (شلک شیخ) نذرمی‌کرده‌اند وهمهٔ اهالی کهنه درتهیه آن نقش داشته‌اند. وبا پیگیری‌های به عمل آمده این مسجد درتاریخ ۶شهریور۱۳۸۷ درفهرست آثارملی ایران به ثبت رسیده است.

### مساجد بافت جدید
سه مسجد دربافت جدید روستا وجود دارد:
1. مسجد جامع
2. مسجد سلحشور
3. مسجد حاجی زینل

## مدارس
1. دبستان دخترانه کوثر
2. آموزشگاه دخترانه متوسطه اول ام البنین
3. دبیرستان دخترانه سلحشور
4. دبستان پسرانه شهید جعفریان
5. آموزشگاه پسرانه متوسطه اول خیام
6. مهدکودک نورالهدی

## فرهنگ و هنر
بیشتر فعالیت‌های فرهنگی وهنری روستا درمساجد ومکتب خانه روستا صورت می‌گیرد. جلسات قرآنی نیزدرمساجد صورت می‌گیرد. ازجمله دیگرکارهای فرهنگی مردم روستای کهنه اوز، برگزاری نمایشگاه در ماه مبارک رمضان و بعضی ازماه‌های سال می‌باشد. در این نمایشگاه انواع خوراکی‌ها و صنایع دستی و همچنین نان محلی به فروش می‌رسد.

### صنایع دستی
از صنایع دستی مردم روستا می‌توان به دوخت لباس‌های محلی ازجمله لباس عروس توسط زنان روستا و بافت حصیر با برگ درخت نخل اشاره کرد.

## چهره‌های ماندگار
- مرحوم حاج سید محمد صالح حسینی (امام جمعه سابق کهنه)
- مرحوم محمد رضی جعفری (کدخدا سابق کهنه)
- مرحوم حاج محمد شریف اکبری (مؤذن مسجد شیخ ابی اسحاق)
- شهید ابراهیم جعفریان